# مجرة بيبي بووم
مجرة بيبي بووم المجرة الولود مجرة شابة مرصعة بالنجوم المجرة الولود Baby Boom Galaxy مجرة انفجار نجمي وتقع على بعد 12.2 مليار سنة ضوئية في اتجاه كوكبة السدس., اكتشفت عام 2008 في مركز سبيتزر العلمي لتحليل ومعالجة الأشعة تحت الحمراءالتابع لناسا في معهد كاليفورنيا للتقنية
المجرة هي حاملة الرقم القياسي لألمع مجرة انفجار نجمي في الكون البعيد جدا،
سميت المجرة بهذا الأسم لأنها تكوّن نجوم جديدة بكثرة في المتوسط 4000 نجم سنويا (نجمة واحدة كل 2.2 ساعة). .وذلك بخلاف درب التبانة التي ينبثق عنها 10 نجوم سنويا فقط.

## الإكتشاف
اكتشفت عام 2008 في مركز سبيتزر العلمي لتحليل ومعالجة الأشعة تحت الحمراءالتابع لناسا في معهد كاليفورنيا للتقنية وذلك باستخدام بيانات مجموعة من التلسكوبات التي تعمل على أطوال موجية مختلفة. تلسكوب ناسا هابل الفضائي ومرصد سوبارو الياباني، على قمة مونا كيا في هاواي.
عند رصد المجرة لأول مرة في صور الضوء المرئي، بدت كلطخة غير واضحة نظرا لبعد المسافة الهائل واكتشفت رسميا عندما تم رصد المجرة باستخدام مقراب سبيتزر الفضائي ومقراب جيمس كليرك ماكسويل حيث تم رصد الأشعة تحت الحمراء الصادرة من المجرة.

## الألوان
اللون الأحمر على المجرة يمثل ولادة نجوم جديدة، تنتج في المتوسط 4000 نجم سنويا. «هذه المجرة تشهد طفرة في ولادة النجوم، وتنتج معظم نجومها دفعة واحدة» قال بيتر كبك من مركز سبيتزر العلمي التابع لناسا في معهد كاليفورنيا للتكنولوجيا. اللون الأخضر يرمز للغاز، بينما يظهر اللون الأزرق المجرات الأخرى التي هي أقل نشاطا في إنتاج النجوم.